# Maciej Kolke
Maciej Fabian Kolke, ps. Bojar, Zerwikaptur (ur. 10 stycznia 1929, zm. 13 sierpnia 1944 w Warszawie) – polski harcerz, starszy strzelec w Batalionie „Wigry”, poległ w powstaniu warszawskim.

## Życiorys
Syn Jana Kolke, ps. Bajan, podoficera zawodowego 36 pułku piechoty Legii Akademickiej, również żołnierza Batalionu „Wigry”, i Mieczysławy, brat Andrzeja. Mieszkał przy ul. Ząbkowskiej 36.
Harcerz 78 Warszawskiej Drużyny Harcerskiej im. Króla Władysława Jagiełły przed wojną i w okresie konspiracji, gdy działała jako CP-100 i później jako drużyna „Bojowych Szkół” BS-PR-100. Uczestnik akcji wawerskich – jako zasłużony „wawerczyk” został wyróżniony w 1941 listem od Aleksandra Kamińskiego. 
Od lutego 1944 był żołnierzem 3. kompanii „Edward” Batalionu „Wigry” w stopniu starszego strzelca. Poległ na Starym Mieście na ul. Kilińskiego w wyniku wybuchu zdobycznego niemieckiego ciężkiego nosiciela ładunków Borgward B-IV. Pochowany we wrześniu 1945 na Cmentarzu Wojskowym na Powązkach (kwatera A22, rząd 8, miejsce 11).
Wskutek starań przedwojennego drużynowego 78 WDH Aleksandra Solińskiego został bohaterem Szczepu 260 Warszawskich Drużyn Harcerskich i (Gromad) Zuchowych.